# Calvarrasa de Abajo
Calvarrasa de Abajo is een gemeente in de Spaanse provincie Salamanca in de regio Castilië en León met een oppervlakte van 28,16 km². Calvarrasa de Abajo telt 1.143 inwoners (1 januari 2016).